# Michael Zöllner (Verleger)
Michael Zöllner (* 1969 in San Sebastián, Baskenland) ist ein deutscher Verleger. Seit 2007 war er gemeinsam mit Tom Kraushaar Verlegerischer Geschäftsführer des Klett-Cotta Verlags. Zum 31. Juli 2018 gab Zöllner seine Verlagstätigkeit auf eigenen Wunsch auf, um in Berlin eine Ausbildung zum Psychoanalytiker zu beginnen. 
Er ist verheiratet mit Ariadne von Schirach und hat mit ihr eine Tochter.

## Beruflicher Werdegang
- 1990–1994 Studium der Germanistik, Kunstgeschichte und Philosophie an der Universität zu Köln
- 1992–1996 Studium der freien Künste an der Kunstakademie Düsseldorf und an der Hochschule für Kunst Den Haag. Abschluss der Kunstakademie mit Künstlerbrief und Meisterschülerdiplom bei Walter Nikkels.
- 1996 Gründung des Tropen Verlages an der Kunstakademie Düsseldorf. Seitdem Tätigkeit als Verleger, Herausgeber, Übersetzer und Typograph.
- 2005 Gründung der Tropen Verlag GmbH gemeinsam mit Tom Kraushaar in Berlin.
- 2006 Karl-Heinz-Zillmer-Preis für besondere verlegerische Verdienste.
- Ende 2007–2018 Verlegerischer Geschäftsführer von Klett-Cotta gemeinsam mit Tom Kraushaar.

### Herausgeberschaften
- Akte Ex. Abrechnungen mit der Liebe von gestern, hrsg. von Leander Scholz und Michael Zöllner, Rowohlt Verlag: Hamburg, 2000.
- Endloser Sommer – Ein literarischer Surftrip, hrsg. von Ralf Chudoba und Michael Zöllner, Tropen Verlag: Köln, 2001.
- Der Haschisch-Club – Ein literarischer Drogentrip, hrsg. von Ulf Müller und Michael Zöllner, Tropen Verlag: Köln, 2002.
- Rebel Yell – Ein literarisches Rebellencamp, hrsg. von Ulf Müller und Michael Zöllner, Tropen Verlag: Köln, 2004.
- Imaginäres Museum – Eine literarische Gruppenausstellung, hrsg. von Johann Christoph Maass und Michael Zöllner, Tropen Verlag: Berlin, 2007.

### Übersetzungen
- Carroll, Jim: Kleine New Yorker Oden, Gedichte, Tropen Verlag: Köln, 1996 (Living at the Movies / Penguin).
- Carroll, Lewis: Das Spiel der Logik, Tropen Verlag: Köln, 1998 (The Game of Logic / Dover).
- Gonzales, Mark: Broken Poems, Kurzgeschichten, Tropen Verlag: Köln, 1998.
- Korine, Harmony: Wunschliste eines Bastards, Prosa, zusammen mit Thorsten Krämer, Tropen Verlag. Köln, 1999 (A Crack-Up at the Race Riots / Doubleday).
- Madsen, Michael: Shooting, Gedichte, Tropen Verlag: Köln, 1999 (Burning in Paradise / incommunicado press).
- Grand, David: Louse, Roman, Tropen Verlag: Köln, 2000 (Louse / Arcade Books).
- Twain, Mark: NR. 44, Der geheimnisvolle Fremde, Roman, Tropen Verlag: Köln, 2000 (NR. 44, The Mysterious Stranger).
- Lethem, Jonathan: Motherless Brooklyn, Roman, Tropen Verlag: Köln, 2001 (Motherless Brooklyn / Doubleday).
- Lethem, Jonathan: Als sie über den Tisch kletterte, Tropen Verlag: Köln, 2002 (As she climbed across the table / Doubleday).
- Lethem, Jonathan: Der kurze Schlaf, Tropen Verlag: Köln, 2003, übersetzt von Biggy Winter, überarbeitet von Michael Zöllner (Gun with Occasional Music / Harcourt).
- Lethem, Jonathan: Die Festung der Einsamkeit, Tropen Verlag: Köln, 2004 (The Fortress of Solitude / Doubleday).
- Lethem, Jonathan: Menschen und Superhelden, Tropen Verlag: Berlin, 2005 (Men and Cartoons / Doubleday).
- Lethem, Jonathan: Du liebst mich, du liebst mich nicht, Tropen Verlag: Berlin, 2007 (You don’t love me yet / Doubleday).
- Lethem, Jonathan gemeinsam mit Johann Christoph Maass: Chronic City, Tropen Verlag: Stuttgart, 2011 (Chronic City / Doubleday).